# ヴィタリの収束定理
数学の実解析あるいは測度論の分野におけるヴィタリの収束定理（ヴィタリのしゅうそくていり、英: Vitali convergence theorem）とは、イタリアの数学者ジュゼッペ・ヴィタリの名にちなむ定理で、アンリ・ルベーグの有名な優収束定理の一般化として知られる。一様可積分性に依存する強い結果であり、問題となる関数列に対して支配的な関数を見つけることが出来ないときに重宝する。そのような支配的な関数を見つけられるときは、ルベーグの定理がヴィタリの定理の特別な場合として従う。

## 定理の内容
{\displaystyle (X,{\mathcal {F}},\mu )} を正の測度空間とする。もし
1. {\displaystyle \mu (X)<\infty }
2. {\displaystyle \{f_{n}\}} は一様可積分
3. {\displaystyle f_{n}(x)\to f(x)} a.e. as {\displaystyle n\to \infty }
4. {\displaystyle |f(x)|<\infty } a.e.

が満たされるなら、次が成立する:
1. {\displaystyle f\in {\mathcal {L}}^{1}(\mu )}
2. {\displaystyle \lim _{n\to \infty }\int _{X}|f_{n}-f|d\mu =0}.

## 証明の概略
定理の1を証明するために、ファトゥの補題を用いる:{\displaystyle \int _{X}|f|d\mu \leq \liminf _{n\to \infty }\int _{X}|f_{n}|d\mu }
- 一様可積分性により、{\displaystyle \mu (E)<\delta } であるような集合 {\displaystyle E} に対して、{\displaystyle \int _{E}|f_{n}|d\mu <1} where {\displaystyle E} が得られる。
- エゴロフの定理（英語版）より、{\displaystyle {f_{n}}} は集合 {\displaystyle E^{C}} 上で一様収束する。{\displaystyle p} を十分大きいとしたとき、すべての {\displaystyle n>p} に対して {\displaystyle \int _{E^{C}}|f_{n}-f_{p}|d\mu <1} が成立する。三角不等式により {\displaystyle \int _{E^{C}}|f_{n}|d\mu \leq \int _{E^{C}}|f_{p}|d\mu +1=M} を得る。
- これらの上界に関する不等式を、初めのファトウの補題による不等式の右辺に適用することにより、定理の1は示される。

定理の2のために、不等式 {\displaystyle \int _{X}|f-f_{n}|d\mu \leq \int _{E}|f|d\mu +\int _{E}|f_{n}|d\mu +\int _{E^{C}}|f-f_{n}|d\mu } を用いる。ここで {\displaystyle E\in X} であり {\displaystyle \mu (E)<\delta } である。
- この右辺の項はそれぞれ、上の定理の1と {\displaystyle f_{n}} の一様可積分性、すべての {\displaystyle n>N} に対するエゴロフの定理を用いることにより、任意に小さく出来ることが分かる。

## 定理の逆
{\displaystyle (X,{\mathcal {F}},\mu )} を正の測度空間とする。もし
1. {\displaystyle \mu (X)<\infty }
2. {\displaystyle f_{n}\in {\mathcal {L}}^{1}(\mu )}
3. {\displaystyle \lim _{n\to \infty }\int _{E}f_{n}d\mu } はすべての {\displaystyle E\in {\mathcal {F}}} に対して存在する

が満たされるなら、{\displaystyle \{f_{n}\}} は一様可積分である。